# Sargent Mountain Trail
 (juillet 2021).
Pour les articles homonymes, voir Sargent.
Le Sargent Mountain Trail est un sentier de randonnée américain dans le comté de Hancock, dans le Maine. Long de 4,5 milles, il est entièrement situé au sein du parc national d'Acadia. Il est classé National Recreation Trail depuis 1982.